# قطرک روغنی

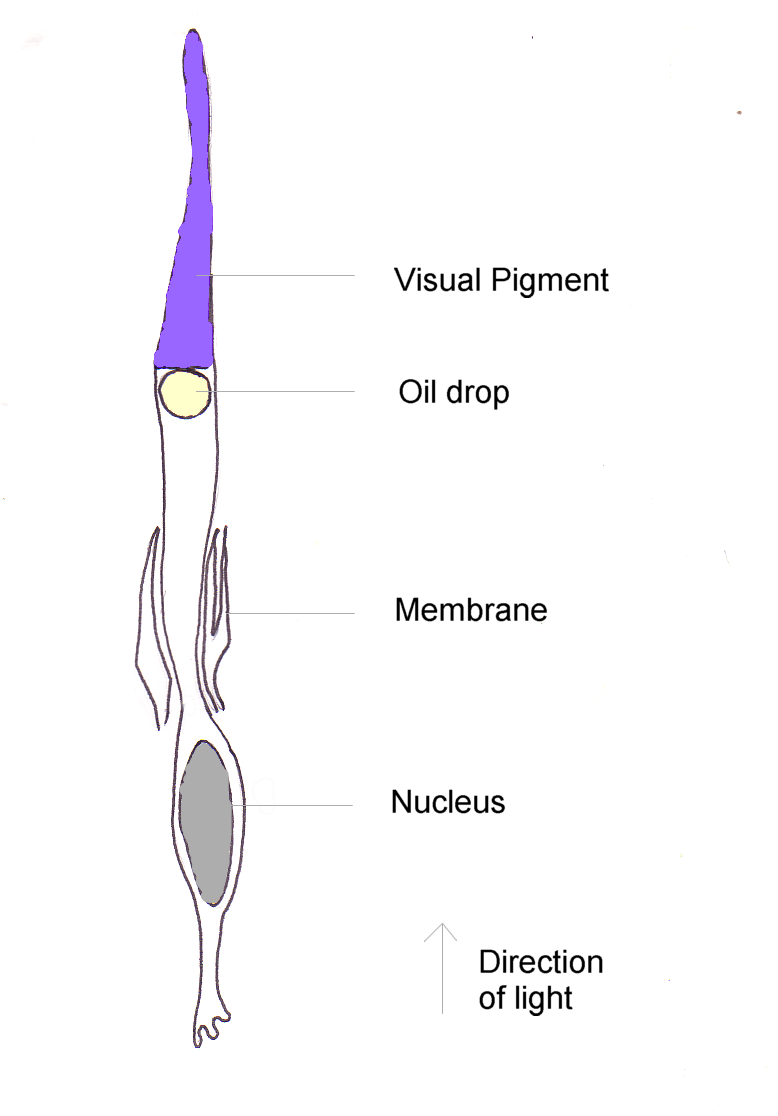
سلول مخروطی پرنده، از جمله قطرک روغنی

قطرک‌های روغنی (به انگلیسی: Oil droplet) در چشم برخی از جانوران یافت می‌شود که در سلول‌های گیرنده نوری قرار دارند. آنها به‌ویژه در چشم خزندگان روزگرد (فعال در طول روز) (به عنوان مثال مارمولک‌ها، لاک‌پشت‌ها) و پرندگان (بینایی پرنده را ببینید) رایج هستند، اگرچه در گونه‌های دیگر مانند شش‌ماهی نیز وجود دارند. آنها در سلول‌های مخروطی بسیار بیشتر از سلول‌های میله‌ای یافت می‌شوند که نشان‌دهنده نقشی در بینایی رنگ است. وقوع در سلول‌های میله‌ای ممکن است به این معنی باشد که آنها از یک اجداد سلول مخروطی اصلاح شده‌اند. آنها گاهی در مخروط‌های دوتایی / میله‌های دوتایی رخ می‌دهند. برخی از قطرک‌های روغنی رنگی هستند، در حالی که برخی دیگر بی‌رنگ به نظر می‌رسند. آنها در بخش درونی مخروط قرار دارند، جایی که نور را پیش از عبور از قسمت بیرونی مخروط که در آن اپسین‌ها قرار دارند، رهگیری و فیلتر می‌کنند، مولکول‌هایی که نور را حس می‌کنند.
مزیت سازگاری قطرک‌های روغنی به‌طور محکم ثابت نشده است. قطرک‌های روغنی رنگی از این نظر هزینه دارند که میزان نور موجود در سیستم بینایی را کاهش می‌دهند. آنها همچنین همپوشانی در حساسیت طیفی بین انواع مخروط را کاهش می‌دهند (به عنوان مثال، حساسیت به طول موج کوتاه، حساسیت به طول موج متوسط و غیره). این می‌تواند یک مزیت باشد، زیرا تعداد رنگ‌هایی را که می‌توان تفکیک کرد افزایش می‌دهد و محاسبات Vorobyev (2003) از این فرضیه پشتیبانی می‌کند که این سود خالص است.